# 攝政薩格勒布酒店

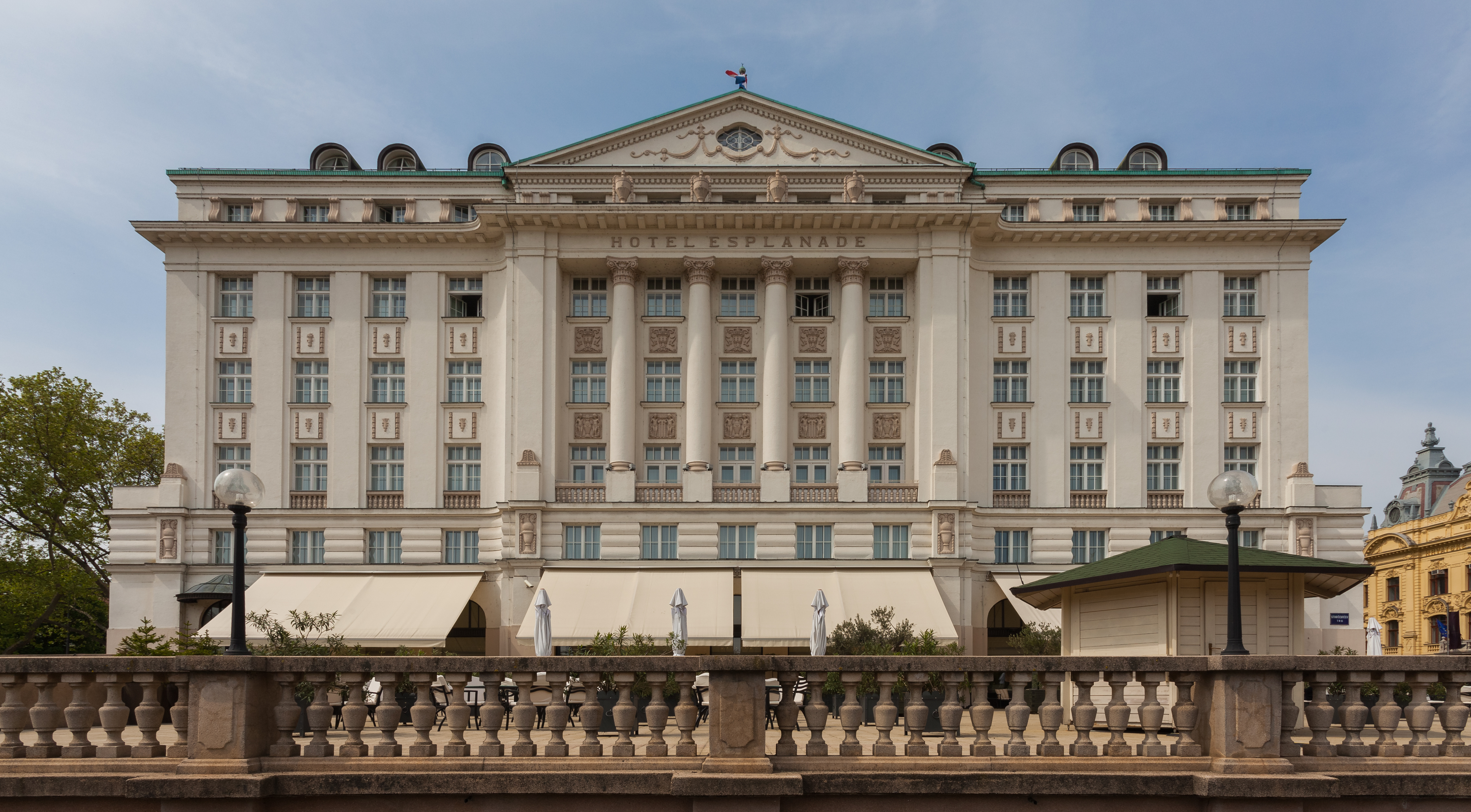
攝政薩格勒布酒店

攝政薩格勒布酒店 （Esplanade Zagreb Hotel）是克羅埃西亞是克羅埃西亞首都薩格勒布的一座高級酒店。

## 历史
這座酒店修建於1925年，最初是提供東方快車乘客使用。這座酒店曾是薩格勒布社交生活的中心。2002年，攝政薩格勒布酒店關閉進行改裝，並在2004年5月18日重新開放。2012年，攝政薩格勒布酒店被TripAdvisor評為在三個項目上被評為克羅埃西亞最佳酒店。

## 外部連結
- Esplanade Zagreb official website （页面存档备份，存于）

45°48′19″N 15°58′33″E / 45.80532°N 15.97584°E